# Itsy Bitsy Spider (serie de TV)
The Itsy Bitsy Spider es una serie de televisión de animación estadounidense de 1993-1996. Está basada en el cortometraje Itsy Bitsy Spider, producido por Hyperion Animation. Se emitió en el programa USA Cartoon Express de USA Network. La serie sigue las aventuras mágicas de Leslie McGroarty, una niña de la ciudad joven amante de la diversión que se hizo amiga de una joven araña del país inofensiva, Itsy. Esta serie fue un giro de la fábula de Esopo, El ratón de campo y el ratón de ciudad. 
Se produjeron 26 episodios en dos temporadas.

## Personajes
- Leslie McGroarty - Una joven urbana, simpática y juguetona, con una gran imaginación. A Leslie le gustan cosas como montar en bicicleta, el monopatín, estudiar karate, los bichos (en especial las arañas), comer caramelos y cualquier otra cosa de chicos. También le gusta la música rock tiene una guitarra eléctrica con la que practica. Leslie tiene el pelo corto y negro. Lleva gafas de forma circular, un vestido azul claro con mangas abullonadas y un cinturón rojo, calcetines blancos y zapatos negros tipo Mary Jane. Leslie tiene la capacidad mágica de reducirse al tamaño de un insecto. Es la protagonista de la serie.
- Itsy - Es una araña país inofensiva. Él es el mejor amigo de Leslie. Itsy Bitsy es también el principal protagonista del cortometraje. Según el episodio, "Miss Muffet Roughs It", Itsy era un bebé viviendo una vida de campo con sus padres.
- Adrienne Van Leydon - la principal antagonista de la serie.
- George - el interés amoroso de Leslie.
- Langston - el malvado gato naranja de Adrienne.

- Datos: Q1095671